# Melaenornis chocolatinus
Melaenornis chocolatinus е вид птица от семейство Мухоловкови (Muscicapidae).

## Разпространение
Видът е разпространен в Африка (Еритрея и Етиопия).